# Ministério da Defesa (Timor-Leste)
| Ministério da Defesa                                 |                                                         |
| Dili                                                 |                                                         |
| Criação                                              | 2002 (Secretaria de Estado da Defesa) 2005 (ministério) |
| Edifício do Ministério da Defesa, Bairro Pite, Dili. |                                                         |
| Edifício do Ministério da Defesa, Bairro Pite, Dili. |                                                         |
| Atual ministro                                       | Filomeno da Paixão de Jesus                             |

O Ministério da Defesa e Segurança é o órgão central do Governo de Timor-Leste responsável pela concepção, execução, coordenação e avaliação da política definida e aprovada em Conselho de Ministros para a área da defesa, nos termos da Constituição de Timor-Leste e da legislação em vigor aplicável, bem como por assegurar e fiscalizar a administração das F-FDTL e demais órgãos e serviços nele integrados.

## História
Existiu na independência em 1975; em 2002 como Secretaria de Estado da Defesa e em 2002 passou para o status de ministério.

## Lista de ex-ministros
- Rogério Lobato (1975)  no governo que vigorou na independência
- Roque Rodrigues (2005-2006) [3]
- José Ramos-Horta (2006–2007)
- Estanislau da Silva (2007)
- Xanana Gusmão (2007–2015)
- Cirilo Cristóvão (2015–2017) lista na Wikipédia em Alemão
- Agostinho Somotxo empossado em 15 de setembro de 2017 no VII Governo Constitucional de Timor-Leste
- Filomeno da Paixão de Jesus empossado pelo Presidente da RDTL, Francisco Guterres Lú Olo no VIII Governo Constitucional de Timor Leste.